# 裸臀魚
裸臀魚（學名：Gymnarchus niloticus），是裸臀魚科、裸臀魚屬的唯一一種，屬於輻鰭魚綱骨舌魚目即，中文俗稱“尼羅河魔鬼”或“反天刀”、“淡水油壓剪”等等，為熱帶淡水魚，分布於非洲尼羅河、尼日河、查得湖、甘比亞河、塞內加爾河、魯道夫湖及伏塔河等流域，體長可達167公分，棲息在植被生長的底層水域，繁殖期時可產約1,000顆卵，並在植物從中築橢圓形巢，以昆蟲、甲殼類及魚類為食，具有發電器官，性情兇猛，會攻擊同缸魚類，故通常單獨飼養，嘴部咬力強，可做為觀賞魚及食用魚，在寵物市場中和其他骨舌魚目一樣常被統稱為“古代魚”。